# Старое Сляково
Ста́рое Сля́ково (тат. Иске Эсләк) — село в Агрызском районе Республики Татарстан России. Административный центр Старосляковского сельского поселения.

## География
Расположено на левом берегу реки Бима, в 50 км (105 км по автодорогам) к юго-востоку от районного центра — города Агрыз.

## История
Деревня была основана не позднее XVI века.
В «Списке населённых мест Российской империи», изданном в 1876 году, населённый пункт упомянут как казённая деревня Слякова 3-го стана Сарапульского уезда Вятской губернии, при речке Биме, расположенная в 40 верстах от уездного города Сарапул. Здесь насчитывалось 75 дворов и проживало 628 человек (322 мужчины и 306 женщин), действовали мечеть и мельница.
По подворной переписи 1890 года в деревне Слякова Сляковского сельского общества проживало 1310 башкир-вотчинников в 246 дворах (691 мужчина, 619 женщин), из них 2 грамотных и 1 полуграмотный. Занимались земледелием (имелось 34,3 десятины усадебной земли, 1988 десятин пашни, 231,4 десятины сенокоса, 2991,4 десятины подушного леса, а также 31,7 десятин неудобной земли; также 10 десятин было снято, 9,2 — сдано крестьянам других общин), скотоводством (272 лошади, 404 головы КРС, 357 овец, 82 козы), пчеловодством (186 ульев в 21 дворе), из промыслов — в основном подённой работой. Было 3 мельницы.
По переписи 1897 года в деревне проживало 1359 человек (673 мужчины, 686 женщин), из них 1347 магометан.
В 1905 году в деревне проживало 1567 человек (785 мужчин, 782 женщины) в 291 дворе.
В начале XX века здесь функционировали 2 мечети, медресе, земская русско-татарская школа (с 1906 года), базар.
В 1918 году открыта начальная школа.
С 10 августа 1930 года село переходит в состав Красноборского района (в 1930 году — центр Сляковского, в 1948 году — центр Старо-Сляковского сельсовета), с 28 октября 1960 года — в состав Агрызского района, с 1 февраля 1963 года — в состав Елабужского сельского района. 4 марта 1964 года окончательно вернулась в состав Агрызского района.
Согласно Закону Республики Татарстан от 31 января 2005 года № 14-ЗРТ село возглавило образованное муниципальное образование Старосляковское сельское поселение.

## Население
По переписи 2002 года в селе проживало 474 человека (228 мужчин, 246 женщин).
По переписи 2010 года — 380 человек (182 мужчины, 198 женщин).
| 1859 | 1890 | 1897 | 1905 | 1920 | 1926 | 1938 | 1949 | 1958 | 1970 | 1989 | 2002 | 2010 |
| ---- | ---- | ---- | ---- | ---- | ---- | ---- | ---- | ---- | ---- | ---- | ---- | ---- |
| 628  | 1310 | 1359 | 1567 | 1867 | 1609 | 1469 | 1292 | 1013 | 940  | 487  | 474  | 380  |

Национальный состав
Согласно результатам переписи 2002 года, в национальной структуре населения татары составляли 95 %.

## Инфраструктура и транспорт
Имеются детский сад, сельский дом культуры, фельдшерско-акушерский пункт, почтовое отделение, 2 магазина. Жители деревни работают в филиале №3 ООО «Агрофирма «Агрыз», а также в крестьянских (фермерских) хозяйствах. С 2005 года действует мечеть.
По селу проходит автодорога регионального значения 16К-0007 «Агрыз — Красный Бор» — Исенбаево — Старое Сляково — Черново.

## Религиозные объекты
С 2005 года действует мечеть.